# Walter Leistikow
Walter Rudolf Leistikow (1865-1908) fue un pintor, artista gráfico, diseñador y crítico de arte alemán.

## Biografía
Hijo de un comerciante de licores (kräuterlikör) de Cuyavia, en 1883, con 17 años, se trasladó a Berlín para asistir a la Academia de las Artes de Prusia, pero después de un año escaso fue expulsado por Anton von Werner por falta de talento. Más tarde, recibió clases privadas de Hermann Eschke y Hans Gude, entre 1885 y 1887.
Su primera exposición fue en el Salón Berliner en 1886 y, en 1892 se convirtió en miembro de la asociación de artistas conocida como Die-XI (Vereinigung der XI), que se opuso a los métodos de enseñanza en la Academia. A partir de 1892 a 1895, fue profesor en la academia privada, Akademie Fehr, dirigida por el artista Conrad Fehr, en Berlín, Lützowstrasse 82. También diseñó muebles, alfombras y tapicerías.
Por un tiempo, trató de convertirse en un escritor y publicó una novela corta titulada Seine Cousine (1893) en la Freie Bühne y una novela larga, Auf der Schwelle (1896), pero recibió poca atención.
En 1894, se casó con Anna Mohr (1863-1950), hija de un comerciante de Copenhague. En 1903, fue uno de los cofundadores de la Deutscher Künstlerbund.
En 1908, se encontraba en estado terminal, dado el avanzado estado de la sífilis en su cuerpo. Se suicidó de un tiro en la nuca durante una estancia en el Sanatorio Hubertus de Schlachtensee. Poco después, una calle en Berlín lucía su nombre.

## Galería

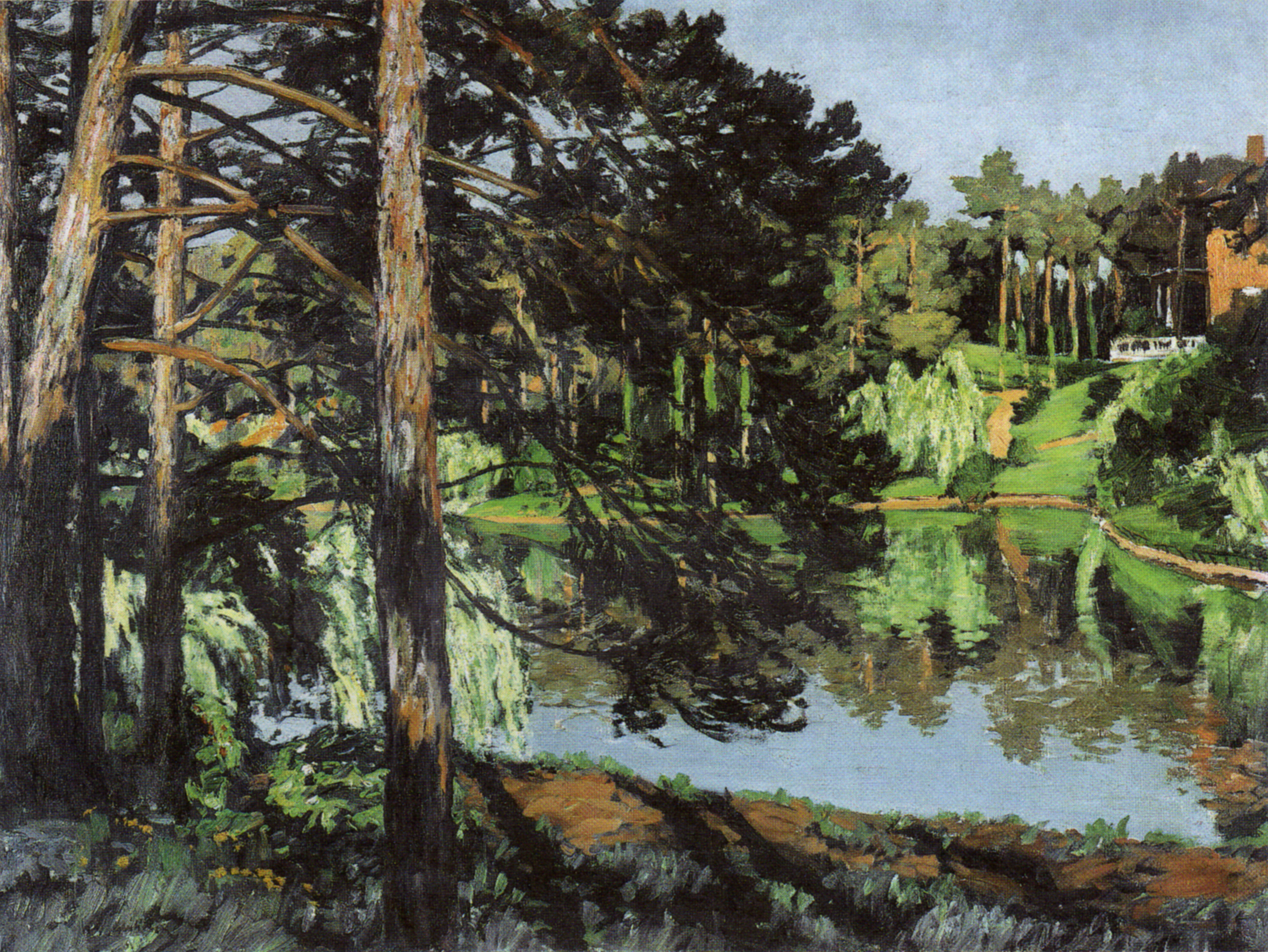
En Grunewald.
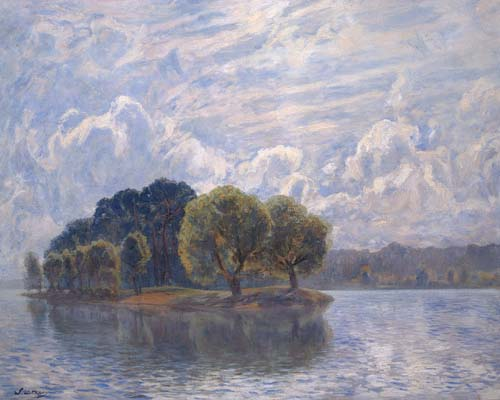
Liebesinsel (Havel).
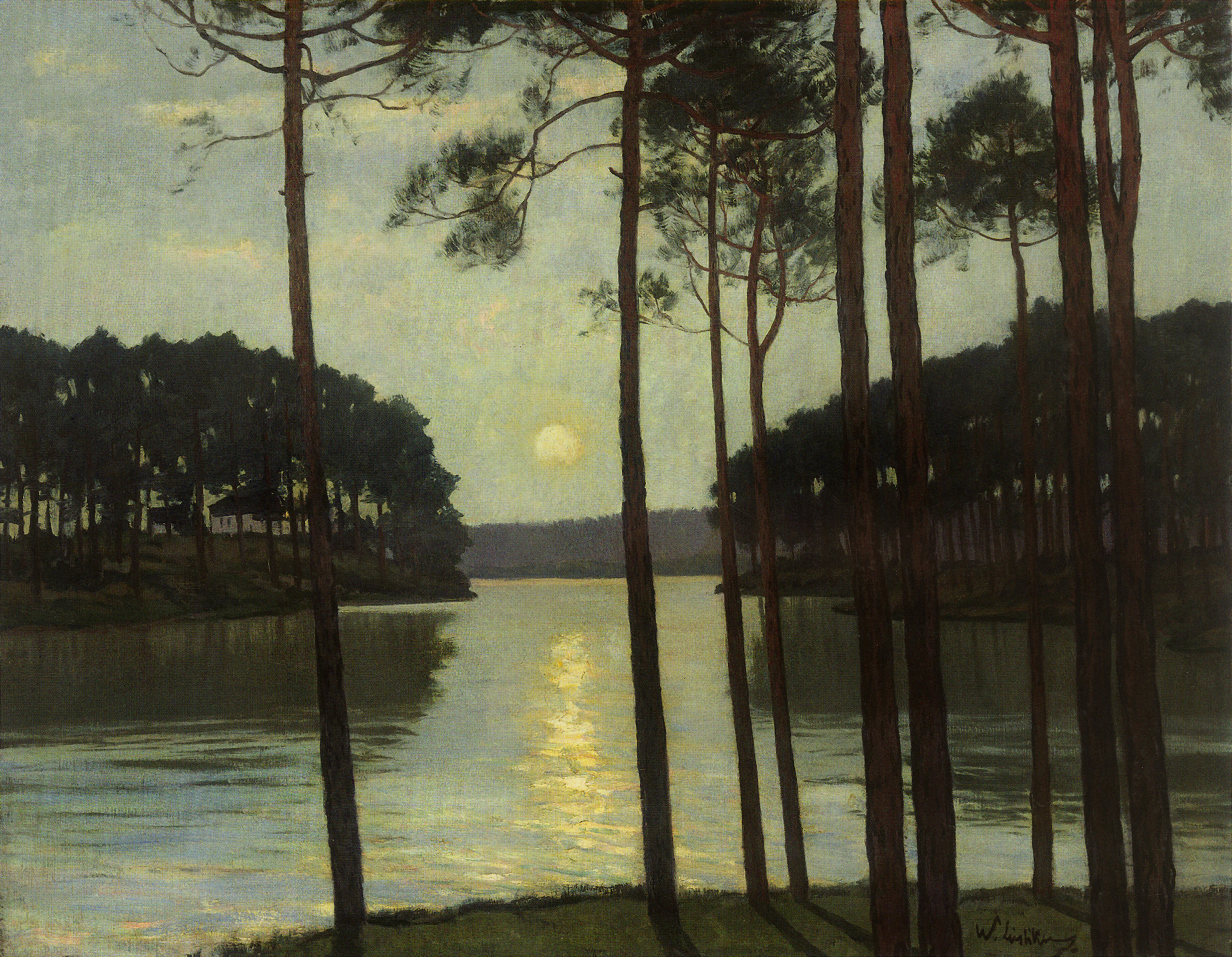
Anocheciendo en Schlachtensee (1895)
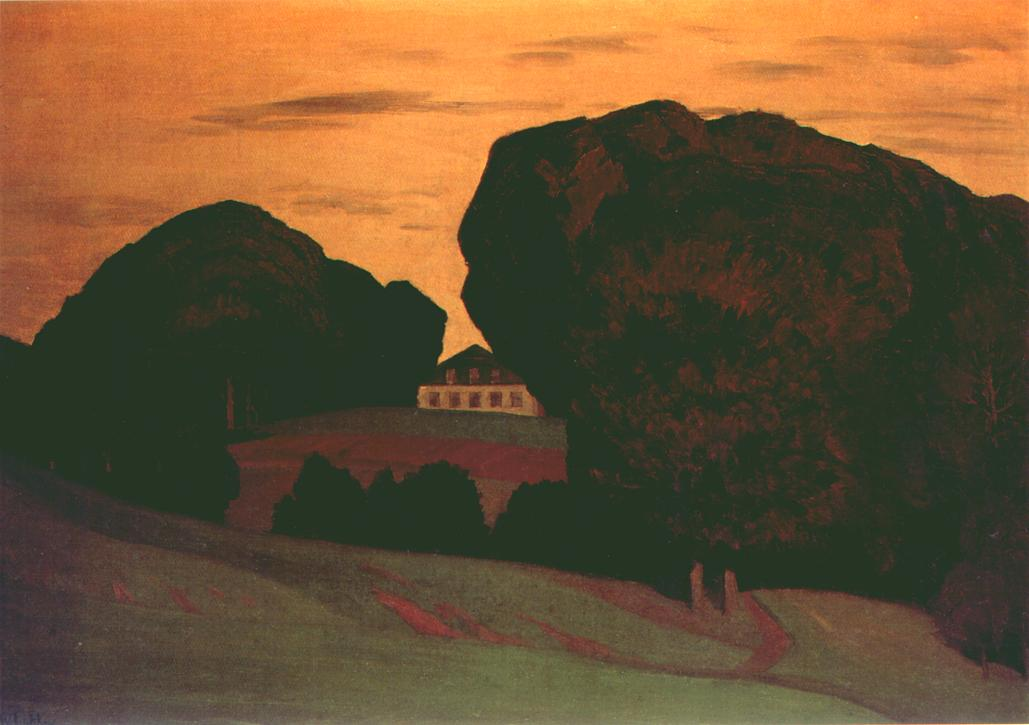
Casa danesa

## Leer más
- Ernst Schur: Walter Leistikow. En: Berliner Architekturwelt, 11. Jahrgang, N.º 6 (septiembre de 1908), pgs.213-215.
- Lovis Corinth: Das Leben Walter Leistikows.Ein Stück Berliner Kulturgeschichte. Paul Cassirer, Berlín, 1910
- Margrit Bröhan: Walter Leistikow – Landschaftsbilder. Ars Nicolai, Berlín, 1994 ISBN 978-3-894799-01-4
- Markus Nass: Walter Leistikow. Das druckgraphische Werk. Galerie Gerda Bassenge, Berlín, 1999, ISBN 3-00-004140-0
- Ingeborg Becker (Ed.): Stimmungslandschaften. Gemälde von Walter Leistikow. Catálogo de la exposición, Deutscher Kunstverlag, Berlín/München 2008, ISBN 978-3-422-06829-2